# Дуб пірамідальної форми
Дуб пірамідальної форми — вікове дерево, ботанічна пам'ятка природи місцевого значення в Україні. Зростає в селі Бичківці Чортківського району Тернопільської області, в старому парку біля школи. 
Площа — 0,02 га. Оголошений об'єктом природно-заповідного фонду рішенням Тернопільської обласної ради від 18 березня 1994 року. Перебуває у віданні місцевого сільськогосподарського підприємства. 
Під охороною — дуб черещатий пірамідальної форми віком понад 100 років і діаметром 68 см. Цінний в історичному, науково-пізнавальному та естетичному значеннях, садово-парковому будівництві.